# Stefan Sahm
Stefan Sahm (24 de agosto de 1976) es un deportista alemán que compitió en ciclismo de montaña en la disciplina de campo a través. Ganó una medalla de plata en el Campeonato Europeo de Ciclismo de Montaña de 2004, en la prueba de relevo mixto.

## Palmarés internacional
| Campeonato Europeo | Campeonato Europeo  | Campeonato Europeo | Campeonato Europeo         |
| Año                | Lugar               | Medalla            | Competición                |
| ------------------ | ------------------- | ------------------ | -------------------------- |
| 2004               | Wałbrzych (Polonia) | Medalla de plata   | Campo a través por relevos |